# Jean Frédéric Garnier de La Boissière
Pour les articles homonymes, voir Garnier et La Boissière.
Jean Frédéric Garnier, 2e comte de la Boissière (6 mars 1796 - Saint-Claud (Charente) † 19 mars 1873 - Angoulême), est un militaire et homme politique français du XIXe siècle.
Il fut député de la Charente de 1839 à 1842 et représentant du peuple en 1848, fondateur des forges de Chirac (Charente), maire de cette localité (1840-1843 et 1860-1873).

## Biographie
Fils de Pierre Garnier de Laboissière, Jean Frédéric Garnier fut d'abord page de Napoléon Ier , aide de camp du général Bordessoulle en 1814, officier de cavalerie (lieutenant) au 5e regiment de hussards de 1814 à 1815. Il poursuivit sa carrière militaire sous la Restauration française, et, parvenu au grade de chef d'escadron, donna sa démission en 1829 : il devint alors maître de forges à Chirac, en Charente (plus exactement à l'Âge),,[réf. à confirmer].
Connu pour ses opinions républicaines, il se présenta à la députation, le 5 juillet 1831, et échoua comme candidat d'opposition, dans le 4e collège électoral de la Charente (Confolens), contre M. Pougeard du Limbert. Le 21 juin 1834, il échoua pour la seconde fois dans le même collège contre le député sortant, réélu. Enfin élu, le 2 mars 1839 dans le même collège, il se trouva mêlé, durant cette législature, à divers mouvements politiques avec son ami, M. de Ludre, et siégea sur les bancs de l'opposition.
Aux élections générales du 9 juillet 1842, il échoua de nouveau contre son ancien concurrent, M. Pougeard-Dulimbert. Enfin, le 1er août 1846, il échoua encore, toujours dans le même collège, cette fois-ci contre M. Béchameil, candidat ministériel.
Ayant organisé le parti républicain en Charente, il fut nommé, à la révolution de Février 1848, commissaire du gouvernement provisoire dans ce même département, et élu représentant de la Charente à l'Assemblée constituante, le 23 avril 1848, le 2e sur 9.
Il siégea parmi les républicains modérés, fit partie du comité du commerce, et vota :
- Pour le bannissement de la famille d'Orléans,
- Contre l'abolition de la peine de mort,
- Contre l'impôt progressif,
- Contre l'amendement Grévy,
- Contre la sanction de la constitution par le peuple,
- Pour l'ensemble de la Constitution,
- Contre l'expédition de Rome.

M. Garnier de Laboissière n'a pas fait partie d'autres assemblées.

## Armoiries
| Figure | Blasonnement |
|        | Armes des Garnier de La Boissière Gironné d'or et d'azur, le cinquième giron, qui est d'azur, ch. d'une épée d'or. |

## Ascendance et postérité
Jean Frédéric Garnier était le fils de Pierre Garnier, comte de la Boissière (1755-1809), général de la Révolution française, sénateur du Premier Empire, et de Marie-Eulalie Boissière ( †  1er septembre 1830).
- Il épousa, le 21 février 1824, Octavie (1805-1886), fille de Jean-François, chevalier Blanchon (1763-1830), député de la Charente à l'Assemblée législative (1791-1792). Ensemble, ils eurent :
  - Jules Octave (7 février 1825 † 15 mai 1894 - château de Monnette, Abzac (Charente)), 3e comte de La Boissière, marié avec Emilie de James (1839-1917), dont :
    - Octavie (née en 1862), mariée, le 29 novembre 1899, avec Marie François Charles Augier de Moussac (1848-1932), sans postérité ;
    - René Frédéric Gustave Guy (né le 7 juillet 1871), 4e comte de La Boissière, marié, le 11 avril 1899 à Romilly-sur-Aigre, avec Germaine Henriette Louise Marie de Tarragon (1877-1945), dont :
      - 2 enfants ;

  - Marie Mathilde (8 septembre 1828 - Saint-Claud † 22 février 1902), mariée avec Louis René de Saulces de Freycinet (1820-1877), sans postérité ;
  - Stéphanie Clémence Camille (1833 † 1910), mariée avec Charles Henri Auguste de Saulces de Freycinet (1833-1881), contre-amiral, dont postérité ;
  - Laurence Eulalie Marguerite (1835 † 16 novembre 1897 - Nersac), mariée avec Henri (1829-1904), comte de La Laurencie, propriétaire du château de Fleurac (Nersac), sans postérité.